# XBIZ Award for Male Foreign Performer of the Year
L'XBIZ Award for Male Performer of the Year è un premio pornografico assegnato all'attore straniero votata come migliore dalla XBIZ, l'ente che assegna gli XBIZ Awards, uno dei maggiori premi del settore.
Come per gli altri premi, viene assegnato nel corso di una cerimonia che si svolge a Los Angeles, solitamente nel mese di gennaio, dal 2011.

## Vincitori e candidati

### Anni 2010
| Anno            | 2011 | 2012        | 2013 | 2014    | 2015 | 2016 | 2017 | 2018                                                                                                  | 2019         |
| --------------- | --- | ----------- | --- | ------- | --- | --- | --- | --- | ------------ |
| Vincitrice      | Rocco Siffredi                                                                                           | Nacho Vidal | Toni Ribas | Danny D | Rocco Siffredi                                                                                              | Danny D | Jessy Jones | Steve Holmes                                                                                          | Steve Holmes |
| Altre candidate | Mike AngeloMarco BanderasJames BrossmanJazz DuroFrank MajorDenis Marti David Perry Toni RibasNacho Vidal |             | Mike Angelo James Brossman Cristian Devil Omar Galanti Timo Hardy Steve Holmes David Perry Rocco Siffredi Nacho Vidal |         | Mike Angelo Christian Clay Danny D Omar Galanti Kid Jamaica Pablo Ferrari David Perry Ian Scott Nacho Vidal | Mike Angelo Christian Clay Marcus Dupree Ryan Ryder Pablo Ferrari David Perry Ian Scott Rocco Siffredi Nacho Vidal | Mike Angelo Kristof Kale Christian Clay Danny D Markus Dupree David Perry Ryan Ryder Rocco Siffredi Nacho Vidal | Christian ClayDanny DDavid PerryGeorge UhlKristof CaleNacho VidalRico SimmonsRocco SiffrediRyan Ryder |              |

### Anni 2020
| Anno            | 2020 | 2021          | 2022          |
| --------------- | --- | ------------- | ------------- |
| Vincitrice      | Danny D | Non assegnato | Non assegnato |
| Altre candidate | Alberto BlancoCharlie DeanChris DiamondChristian ClayErik EverhardKristof CaleLutroMike AngeloRocco Siffredi | Non assegnato | Non assegnato |